# Ichneumon americanicolor
Ichneumon americanicolor là một loài tò vò trong họ Ichneumonidae.